# Jobb oldal (címertan)
A jobb oldal a heraldikában az az oldal, melyet a természetes szóhasználatban a bal oldalnak neveznek. A címertanban tehát az oldalak felcserélődnek, mert a heraldikai ábrázolásokat a képzeletbeli címerviselő szemszögéből vizsgáljuk, azaz a címer tulajdonosának nézete élvez elsőbbséget. Az oldalak felcserélődését a heraldikai „udvariasság” indokolja. A jobb oldal a heraldikai bal oldalhoz képest az elsődleges, az előkelőbb oldal, mert ez a természetes (az emberek többsége is jobbkezes) és egyfajta szerencsére vagy előnyös, előkelő tulajdonságra utal. Ez a szemlélet hatással van a címerképek ábrázolására is. Az oroszlán például a heraldikában szinte mindig jobbra néz. A többi címerkép szokásos módon szintén jobb felé néz, fut, ugrik stb. A címerleírásban csak azt kell megemlíteni, ha a helyzetük vagy pózuk nem szokványos, azaz balra néznek, futnak, ugranak stb.
A jobb oldal más fogalmakkal is kifejezhető. Így például a hasított pajzsban a jobb oldali mezőre az elöl, el(ül)ső, belső szavak is alkalmazhatók. A modern nemzetközi heraldika a dexter elnevezést használja a jobb oldalra.

## Az oldalak szimbolikája
A mitologikus gondolkodásban a jobb a pozitív, a bal a negatív jelentések hordozója. A középkori európai misztériumjátékokban a bal oldalon jelenítették meg a poklot, a jobb oldalon a mennyországot.